# Phyllomedusa rohdei
Phyllomedusa rohdei е вид жаба от семейство Дървесници (Hylidae). За първи път е описан през 1926 година от германския херпетолог Роберт Мертенс.

## Разпространение и местообитание
Видът е ендемичен за Бразилия. Среща се в югоизточна Бразилия, в щатите Минас Жерайс, Рио де Жанейро, Еспирито Санто и Сао Пауло.
Естествените му местообитания са субтропични и тропични влажни гори на ниска надморска височина, влажни савани, реки, обработваеми земи, пасища, насаждения, селски градини, градски територии и бивши гористи местности. Обитава територии до 1000 метра надморска височина.

## Размножаване
Сведенията показват, че видът се размножава през месеците от декември до март, потенциално и през юли-ноември.

## Природозащитен статут
Видът е описан като незастрашен, поради широкия си ареал, изздържливостта и способността за адаптация към различни условия и предполагаемо голямата му популация.